# Испод црте
Испод црте је српски филм из 2003. године. Режирао га је Петар Креља, који је на Филмском фестивалу у Пули добио награду публике Златна врата Пуле.

## Радња
Тони Пожгај, двадесотогодишњак, схвата када његова вршњакиња и бивша девојка Зринка одлучи са мајком Ружом отићи у Италију јер је остала без посла, да је воли и да не може без ње. 
Тони планира са Зринком и Ружом отићи у Италију, не само због тога што девојку воли већ и због своје породице. Отац Иван због траума из рата малтретира породицу.
Након најновијег породичног инцидента у Тонијевој породици, претучена мајка Драгица завршава у болници, а отац у притвору. Тада дед Антун, бивши комунистички моћник, и његова супруга Ирма узимају унуку, Тонијеву сестру Клару. Тони се тада нађе између вољене Зринке, која само што није кренула на пут, и своје породице коју сада не може напустити...

## Улоге
| Глумац              | Улога                                   |
| ------------------- | --------------------------------------- |
| Леонтина Парамински | Зринка                                  |
| Филип Шоваговић     | Иван Позгај                             |
| Јасна Билушић       | Драгица Позгај                          |
| Реља Башић          | Антун Пожгај                            |
| Нада Суботић        | Ирма Пожгај                             |
| Ања Шоваговић       | Патриција Позгај                        |
| Дубравка Остојић    | Ружа                                    |
| Дуга Симић          | Клара Позгај                            |
| Санда Лангерхолц    | Љубица (као Санда Миладинов Лангерхолц) |

## Награде
На Пулском фестивалу филм је добио и награду публике Јелен.